# Dowth

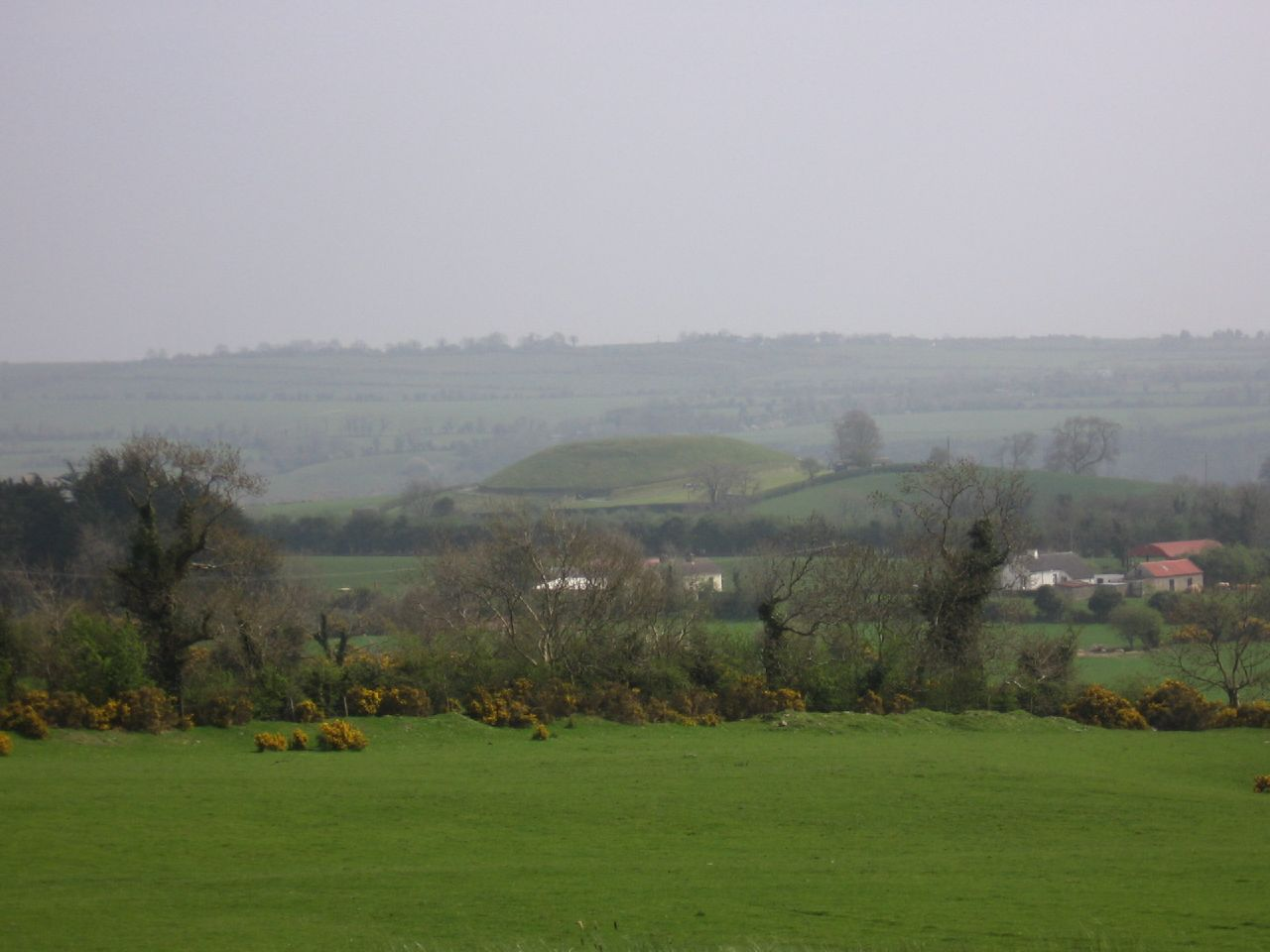
Widok na Dowth

Dowth (irl. Dubhadh) – neolityczny grób korytarzowy w Irlandii, położony w sąsiedztwie podobnych obiektów Newgrange i Knowth, należący wraz z nimi do kompleksu Brú na Bóinne. Dowth jest najmniej znanym, chociaż prawdopodobnie najstarszym z trzech wielkich grobowców kompleksu i jedynym, na którego terenie nie przeprowadzono współcześnie systematycznych wykopalisk.

## Opis
Wzgórze grobowca Dowth ma około 85 m średnicy i 15 m wysokości i jest mocno zniekształcone – prowadzone w XIX wieku wykopaliska oraz eksploatacja kamienia pozostawiły w jego centrum "krater". Podnóże pagórka otoczone było kręgiem złożonym z około 115 wielkich kamieni, około połowa z nich zachowała się do naszych czasów. W bezpośrednim sąsiedztwie głównego wzgórza znajduje się kilka mniejszych grobów.
Główny grobowiec ma dwa wejścia, oba zlokalizowane po zachodniej stronie. Korytarze są wyraźnie krótsze, niż w pozostałych dwóch obiektach. Od wejścia południowego korytarz o długości 3,3 m prowadzi do okrągłej komory z jedną niszą, po prawej stronie. Od wejścia północnego korytarz długości 8,2 m prowadzi do komory o kształcie krzyża, podobnej do istniejących w dwóch pozostałych grobach. Wyróżnia się ona jednak tym, że jedna z nisz prowadzi do kolejnej komory o kształcie litery L. W północnej komorze zachowały się wielkie kamienne misy na podłodze i oryginalny sufit. W komorze południowej sufit kamienny uległ zawaleniu i został zastąpiony przez współczesny, betonowy.

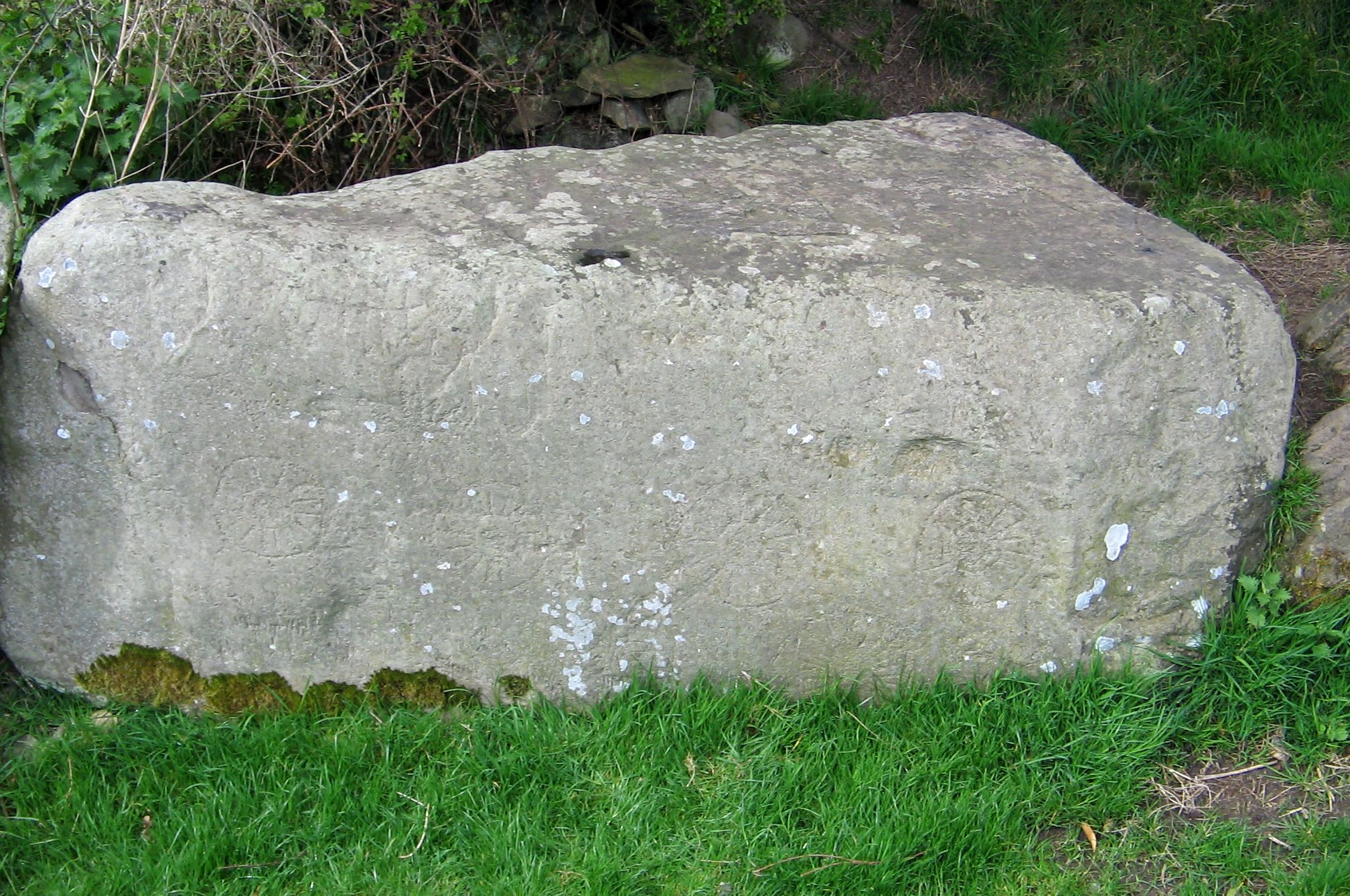
Jeden z kamieni tworzących krąg wokół grobowca, od wyrytych na nim symboli nazwany kamieniem siedmiu słońc

Południowa komora Dowth jest zorientowana na zachód słońca w dniu przesilenia zimowego. W dniu tym (a praktycznie, ze względu na małą długość korytarza, przez cały grudzień i styczeń) promienie zachodzącego słońca oświetlają jej wnętrze.
Obecnie wejścia do obydwu korytarzy są niepozorne, jednak znaleziony w ich okolicy biały kwarc (pochodzący z położonych o kilkadziesiąt kilometrów na południe gór Wicklow) sugeruje, że były one obudowane podobnie jak wejście do Newgrange.
Podobnie jak grobowiec w Knowth, Dowth pozostało centrum ludzkiej aktywności także po upadku kultury, która je stworzyła. Brak jest dokładnej dokumentacji XIX-wiecznych wykopalisk, wiadomo jednak, że odnaleziono w ich trakcie kości ludzkie i zwierzęce pochodzące z pierwszego tysiąclecia przed Chrystusem, a także obiekty z czasów wczesnochrześcijańskich. We wczesnym średniowieczu od północnego wejścia wykopano dodatkowy korytarz, służący prawdopodobnie do przechowywania żywności lub jako kryjówka na wypadek napadu. Świadczy to o istnieniu w tym okresie ludzkiej osady wokół pagórka.
W przeciwieństwie do Newgrange i Knowth, które są ogrodzone i dostępne do zwiedzania wyłącznie w grupach i z przewodnikiem, Dowth jest z zewnątrz swobodnie dostępny. Można do niego dojechać boczną drogą, jadąc z Droghedy w kierunku Slane i skręcając na południe od głównej drogi. Zwiedzanie wnętrza nie jest możliwe, oba wejścia są zabezpieczone kratami.